# Jovica Nikolić
Jovica Nikolić  est un footballeur serbe né le 11 juillet 1959 à Svetozarevo. Il évoluait au poste de milieu de terrain.

## Biographie

### En club
Il joue notamment à l'Étoile rouge de Belgrade de 1983 à 1989. Il évolue au Portugal à la fin de sa carrière : le SC Salgueiros de 1989 à 1993 et le FC Maia de 1993 à 1995.
Il dispute un total de 86 matchs en première division yougoslave, inscrivant 12 buts, et 92 matchs en première division portugaise, marquant 10 buts. Il réalise sa meilleure performance lors de la saison 1983-1984, où il inscrit huit buts.
Il participe également aux compétitions européennes, disputant six matchs en Ligue des champions, quatre matchs en Coupe de l'UEFA, et cinq matchs en Coupe des coupes. Il inscrit son seul but en Coupe d'Europe le 22 novembre 1985, lors du deuxième tour de la Coupe des coupes contre l'Étoile rouge de Belgrade (victoire 3-1).
Il remporte au cours de sa carrière deux titres de champion de Yougoslavie et une Coupe de Yougoslavie.

### En équipe nationale
Jovica Nikolić participe aux Jeux olympiques d'été de 1984 avec la Yougoslavie, qui se classera troisième du tournoi. Il joue cinq matchs lors du tournoi olympique, inscrivant trois buts.
International yougoslave, il reçoit une unique sélection en équipe de Yougoslavie le 28 septembre 1985, contre l'Allemagne de l'Est (défaite 1-2). Ce match rentre dans le cadre des qualifications pour la Coupe du monde 1986,.

## Carrière
- Radnički Kragujevac
- 1983-1989 :  Étoile rouge de Belgrade
- 1989-1993 :  SC Salgueiros
- 1993-1995 :  FC Maia

## Palmarès
Avec l'Étoile rouge :
- Champion de Yougoslavie en 1984 et en 1988.
- Vainqueur de la Coupe de Yougoslavie en 1985.

Avec Salgueiros :
- Vainqueur de la Segunda Liga en 1990.

Avec la Yougoslavie :
- Médaillé de bronze aux Jeux olympiques d'été de 1984.